# Carl-Anders Ifvarsson
Carl-Anders Ifvarsson, född 7 november 1939 i Stockholm, död 2023 i Lidingö distrikt, var en svensk politiker (Liberalerna) och ämbetsman från Lidingö. Han var son till Folke Ifvarsson och Ebba (född Bergman), sonson till August Ifvarsson och sonsonson till Carl Ifvarsson.
Ifvarsson avlade studentexamen på Lidingö högre allmänna läroverk 1958 och juris kandidatexamen vid Stockholms universitet 1966. Han bedrev studier i internationell rätt vid Sorbonne-universitetet i Paris under 1963.

## Arbetsliv

### Arbete som statstjänsteman
Ifvarsson var amanuens och sekreterare i Stockholms stads rätts- och polisdirektion 1962–1964 och arbetade som ämbetsman i statlig tjänst där han var överdirektör i Socialstyrelsen 1982–1991 och generaldirektör för Patent- och registreringsverket (PRV) 1995–2000.

### Politisk aktivitet
Inom politiken har Ifvarsson innehaft många uppdrag, bland annat sekreterare för Folkpartiets riksdagsgrupp 1964–1967, kommunfullmäktigeledamot i Lidingö kommun 1967–1981, där han mellan åren 1971–1978 var kommunalråd, statssekreterare i Socialdepartementet 1978–1979 och 1991–1994 och politiskt sakkunnig vid Socialdepartementet 1979–1982. Mellan åren 1967–1970 var han borgarrådssekreterare i Stockholms stads personalrotel.
Mellan 2002 och 2014 var Ifvarsson landstingsledamot (2002–2010) och ersättare (2010–2014) i Stockholms läns landsting, under vilken period han innehade flera landstingskommunala uppdrag. År 2015 valdes han till landstingsrevisor och ledamot av revisorskollegiet. Mellan 2013 och 2016 var han ledamot av den statliga myndigheten Ersättningsnämnden. Från och med 2014 var han förtroendevald revisor i Stockholms län landstings revisorsgrupp II och ledamot av Revisorskollegiet.

### Arbete som utredare
Ifvarsson arbetade med en rad offentliga utredningar och han var bland annat ordförande i Familjeekonomiska utredningen (1981–1982) och Socialtjänstkommittén (1991–1995). Han var särskild utredare av förstärkt tystnadsplikt för patentombud 2006–2007. År 2008 utsågs han till särskild utredare av smittskyddet i Sverige. Utredningens betänkande överlämnades till folkhälsoministern i juni 2009. I oktober 2009 förordnades han som särskild utredare av skolans arbete med utsatta barn. Betänkandet lämnades till utbildningsministern i december 2010.

### Internationella uppdrag
Han var svensk representant i olika internationella organisationer, bland annat ECOSOC (FN), Europeiska Patentorganisationen (EPO) och Byrån för harmonisering inom den inre marknaden (varumärken och formgivning) (EU).

### Föreningslivet
Ifvarsson hade även olika ideella uppdrag, bland annat som styrelseordförande för Nyckelviksskolan 1995–2010 och tidigare ordförande i den svenska vänföreningen för fredsprojektet Neve Shalom/Wahat al Salam. Han var också ordförande i Stiftelsen Lidingö Blomsterfond.